# 南关街道 (保定市)
南关街道，是中华人民共和国河北省保定市莲池区下辖的一个乡镇级行政单位。

## 行政区划
南关街道下辖以下地区：
南关大街社区、史庄社区、支农路第一社区、建国路社区、鑫泰社区、河北农大一社区、先锋机械厂社区、晨光机械厂社区、荣军医院社区、支农路第二社区和河北农大二社区。